# Manfred Kraushofer
Manfred Kraushofer (* 30. August 1969) ist ein ehemaliger österreichischer Gewichtheber und mehrfacher österreichischer Staatsmeister.

## Karriere
Kraushofer begann 1983 beim HSV-Milon St. Pölten mit dem Gewichtheben. Er ist 36-facher Österreichischer Staatsmeister und gewann 1994 das Internationale Donaupokal Turnier. Kraushofer startete bei 5 Weltmeisterschaften und bei 7 Europameisterschaften.
Sein letzter Internationaler Wettkampf war 1999 in La Coruña bei den Europameisterschaften. Bei den Staatsmeisterschaften 1999 Anfang Mai wurde Kraushofer des Dopings überführt und gesperrt. Danach startete er nur noch bei Bundesliga-Wettkämpfen.

## Platzierunge n
- Beste WM-Platzierung 1993 in Australien in der Kategorie bis 75 kg 10. Platz 140 kg Reißen 175 kg Stoßen und 315 kg im olympischen Zweikampf.
- Beste EM-Platzierung 1995 in Polen in der Kategorie bis 83 kg 6. Platz im Reißen mit 152,5 kg und 200 kg im Stoßen 4. Platz und im olympischen Zweikampf mit 352,5 kg 6. Platz.
- Staatsmeister 2003 im Reißen, Stoßen und Zweikampf bis 85 kg[2]
- Staatsmeister 2001 im Stoßen und Zweikampf bis 85 kg[3]

## Rekorde
Kraushofer hielt auch die österreichischen Rekorde in drei Gewichtsklassen.
- bis 75 kg 141 kg Reißen; 182,5 kg Stoßen; 322,5 kg Zweikampf
- bis 83 kg 156 kg Reißen; 190,5 kg Stoßen (1999)[4]; 352,5 kg Zweikampf
- bis 90 kg 155 kg Reißen; 200 kg Stoßen; 355 kg Zweikampf

## Weblink
- Manfred Kraushofer  beim Institut für Angewandte Trainingswissenschaft

| Personendaten    | Personendaten                 |
| ---------------- | ----------------------------- |
| NAME             | Kraushofer, Manfred           |
| KURZBESCHREIBUNG | österreichischer Gewichtheber |
| GEBURTSDATUM     | 30. August 1969               |